# チャップリンの舞台裏
『'チャップリンの舞台裏'』（Behind the Screen）は、チャーリー・チャップリンのミューチュアル社における7作目のサイレント映画。1916年の作品。共演はエリック・キャンベル、エドナ・パーヴァイアンス他。映画の撮影所が舞台となっており、キャンベル扮する「ゴライアス」（Goliath）という名の道具方の助手「デーヴィッド」（David）をチャップリンが演じている（旧約聖書「ダビデとゴリアテ」に由来）。スラップスティック的要素が多い作品ではあるが、道具方によるストライキや、パーヴァイアンスが女優になりたくとも果たせず、男装してスタジオに潜り込んで道具方になる話など、ストーリーにドラマ的要素も多く加えられている。
本作は、ハリウッドで製作された映画の中で、はじめて同性愛が描かれた作品として知られている。男装したエドナが女性であることに気付いたチャーリーは、彼女にキスをする。その光景を目撃したゴライアスが、男性同士でキスをしていると勘違いし、女性的な仕草で2人をからかい、チャーリーに尻を蹴られる場面がそうである。
チャップリンの未公開映像を紹介したテレビ・ドキュメンタリー『知られざるチャップリン』では、本作の未使用フィルムを見ることができる。公開された版ではエドナがギターを弾いている場面のアウトテイクで、エドナがハープを弾き笑い出す場面（このドキュメンタリーでは、チャップリンとエドナが当時、恋愛関係にあったことがこの場面からも窺えるとしている）、チャーリーがすんでのところで斧を避ける場面（撮影したフィルムの逆回しによるトリック）が収められている。斧の場面は公開された版では完全に削除されている。他にもアウトテイクで、女性が舞踏をするシーンを真似て、チャップリンが同じセットの中で中年女性らと踊るシーンがある（#外部リンク Unknown Chaplin: Ep. 1を参照）。
なお、邦題を『チャップリンの道具方』と称する場合もある。これはキーストン社での同名作品とは別の作品。

## キャスト
- デーヴィッド（道具方の助手）：チャーリー・チャップリン
- ゴライアス（道具方のボス）：エリック・キャンベル
- 女優志望の娘：エドナ・パーヴァイアンス
- 歴史映画の監督：ヘンリー・バーグマン
- 喜劇映画の監督：ロイド・ベーコン
- 大道具係：ジョン・ランド、アルバート・オースチン、レオ・ホワイト
- 道具方の助手：フランク・J・コールマン
- カメラマン：ジェームズ・T・ケリー
- 俳優：シャーロット・ミノー、ウェズリー・ラッグルズ（英語版）、トム・ウッド[注 1]

### 日本語吹替
| 俳優                     | 日本語吹替 |
| ------------------------ | ---------- |
| チャールズ・チャップリン | 羽佐間道夫 |
| エリック・キャンベル     | 宝亀克寿   |
| エドナ・パーヴァイアンス | 野沢雅子   |
| （ナレーター）           | 近石真介   |

- 初回放送2014年11月16日スター・チャンネル[3]

この作品はサイレント映画だが、チャップリンのデビュー100周年を記念し、日本チャップリン協会監修のもと、日本語吹替が製作された。